# Джон Чейн
Джон Чейн (John Cheyne, 3 февруари 1777 - 31 януари 1836) е британски лекар, хирург и учен от Шотландия.
Автор е на монографии по различни медицински въпроси. Известен е като един от описалите дишането на Чейн-Стокс.

## Публикации
- Essays on the Diseases of Children: With Cases and Dissections (1802)
- The Pathology of the Membrane of the Larynx and Bronchia (1809)
- Cases of Apoplexy and Lethargy: With Observations Upon the Comatose Diseases (1812)
- Essays on Partial Derangement of the Mind in Supposed Connexion with Religion (1843)